# Laugu United Football Club
El Laugu United Football Club es un equipo de fútbol de las Islas Salomón que juega en la S-League, la máxima categoría del país.

## Historia
El club fue fundado en el año de 1987 y jugó en la Liga de Honiara la cual ganó en el año 2000 y en ese mismo año participó en S-League donde también salió ganador del torneo nacional que con esto clasificó a la Liga de Campeones de la OFC en el 2001.
El equipo terminó tercero del Grupo A en la fase de grupos con 3 victorias, 1 empate y 1 derrota siendo hasta ahora su mejor puesto.

## Palmarés
- S-League: 1

2000
- Liga de Honiara: 1

2000

## Participación en competiciones de la OFC
| Temporada | Torneo                      | Ronda          | Club               | Resultado |
| --------- | --------------------------- | -------------- | ------------------ | --------- |
| 2001      | Liga de Campeones de la OFC | Fase de grupos | Labasa             | 3-1       |
| 2001      | Liga de Campeones de la OFC | Fase de grupos | Napier City Rovers | 1-1       |
| 2001      | Liga de Campeones de la OFC | Fase de grupos | Wollongong Wolves  | 0-10      |
| 2001      | Liga de Campeones de la OFC | Fase de grupos | Lotoha'apai United | 7-0       |
| 2001      | Liga de Campeones de la OFC | Fase de grupos | Unitech            | 8-2       |